# Station Jacques-Monod-la-Demi-Lieue
Station Jacques-Monod-la-Demi-Lieue is een spoorwegstation in de Franse gemeente Montivilliers.